# レサズリン
レサズリン (Resazurin) は、フェノキサジン色素の一種である。弱い蛍光を発し、無毒で細胞浸透性があり、酸化還元感受性を持つ。
レサズリンは、pH 6.5以上で青色から紫色を呈する。還元されて不可逆的にピンク色と強い蛍光を示すレゾルフィン（7-ヒドロキシ-3H -フェノキサジン-3-オン）になるので、微生物学、細胞生物学、酵素アッセイに用いられる。中性付近のpHでは、レゾルフィンはピンク色の目視観察または蛍光分光分析法によって検出できる。最大励起波長は530 - 570 nm、最大発光波長は580 - 590 nmである。
レゾルフィンを含む溶液を還元条件 (Eh < −110 mV）にかけると、ほとんどすべてのレゾルフィンが半透明非蛍光のジヒドロレゾルフィン（ハイドロレゾルフィン）に可逆的に還元される。溶液は半透明になる（レゾルフィン/ジヒドロレゾルフィンペアの酸化還元電位は、pH 7.0で標準水素電極に対して−51 mVである）。この同じ溶液のEhが増加すると、ジヒドロレゾルフィンは酸化されてレゾルフィンに戻り、この可逆反応を使用して、増殖培地の酸化還元電位が残っているかどうかを嫌気性生物に対して十分に低いレベルで監視できる。
レサズリン溶液は、クレフトの二色性指数で知られている最も高い値の1つを持っている。これは、観察されたサンプルの厚さまたは濃度が増加または減少すると、知覚される色（色相）に大きな変化があることを意味する。
通常、レサズリンは、ナトリウム塩として市販されている。

## 細胞生存率への応用
レサズリンは、代謝的に活性な細胞の好気性呼吸によってレゾルフィンに還元され、細胞生存率の指標として使用できる。これは、1929年にPeschとSimmertによって牛乳中の細菌含有量を定量するために最初に使用された。これは哺乳類細胞培養における生細胞の存在を検出するために使用できる。当初はAlamar Blueの商標（Trek Diagnostic Systems, Inc.）で商業的に導入され、現在はABアッセイ、Vybrant（Molecular Probes）、UptiBlue（Interchim）などの他の名前でも入手できる。 
レサズリンに基づくアッセイは、ホルマザンを使用したアッセイ（MTT/XTT）やトリチウム標識チミジンを使用した手法などの参照生存率アッセイとの優れた相関関係を示している。毒性が低いため、より長い研究に適しており、動物細胞、細菌、真菌に適用されている。また、細胞計数、細胞の生存、細胞増殖のような細胞培養アッセイに適用されている。
標準的な生/死アッセイの代わりに、レサズリンは、アポトーシスを測定するためのサイトカインアッセイ、カスパーゼアッセイのような化学発光アッセイ、または遺伝子またはタンパク質の発現を測定するためのレポーターアッセイなど多角化されている。
レゾルフィンに対するレサズリンの不可逆反応は有酸素呼吸に比例する。

## その他の応用

レサズリンのレゾルフィンへの還元とレゾルフィンのジヒドロレゾルフィンへの可逆的還元

レサズリンはミトコンドリア中で効果的に還元されるため、ミトコンドリア代謝活性の評価にも役立つ。 
通常、酵素としてNADPHデヒドロゲナーゼまたはNADHデヒドロゲナーゼが存在する場合、NADPHまたはNADHはレサズリンをレゾルフィンに変換する還元剤である。 
レサズリンはグルタミン酸のアッセイに使用でき、96ウェルプレートでウェルあたり2.0 pmolの感度を達成する。 
レサズリンは、排水中に見られる有機物の好気性生分解を測定するためにも使用できまる。
レサズリンは、小川の有酸素呼吸の量を測定するために使用される。ほとんどの有酸素呼吸は河床で発生するため、レサズリンからレゾルフィンへの変換は、水流と河床の間の交換量の尺度でもある。 

## 合成
レサズリンは、レゾルシノールと4-ニトロソレゾルシノールの間の酸触媒縮合と、それに続く酸化マンガン(IV)による中間体の酸化によって調製される。 
粗反応生成物を過剰の炭酸ナトリウムで処理すると、レサズリンのナトリウム塩が得られる。これは通常、染料の市販形態である。アルコール中で縮合工程を実行することは可能だが、生成物の収率が低下する。 純水または酢酸中では、反応は十分に進行しない。

## 関連色素
10-アセチル-3,7-ジヒドロキシフェノキサジン
Amlex Red として知られている) レサズリンに構造的に関連し、H2O2と1：1の化学量論的に反応して、同じ副産物のレゾルフィンを生成する（たとえば、ホースラディッシュペルオキシダーゼ［HRP］、または酵素を使用したNADH、NADPHを組み合わせた多くのアッセイで使用される）。
7-エトキシレゾルフィン
細胞培養におけるエトキシレゾルフィン-O-デエチラーゼ（EROD）アッセイシステムを使用したシトクロムP450（CYP1A1）誘導の測定、および、アリール炭化水素への暴露で生成される環境試料の基質として使用される化合物。この化合物は酵素の触媒作用で同じ蛍光生成物であるレゾルフィンを生成する。
1,3-ジクロロ-7-ヒドロキシ-9,9-ジメチルアクリジン-2(9H )-オン（DDAO色素）
オリゴヌクレオチド標識に使用される蛍光色素。